# Política (periòdic)
Política va ser un periòdic espanyol publicat en Madrid que fou l'òrgan primer oficiós i després oficial d'Izquierda Republicana, fundat per Manuel Azaña i Marcel·lí Domingo.
Política va ser fundat el març de 1935 com òrgan oficiós d'Izquierda Republicana, sortint per primera vegada al carrer el 14 d'aquest mes. Va ser primer un setmanari passant posteriorment a periodicitat diària (15 d'octubre de 1935). El seu propietari era l'empresa Prensa Republicana, S. A.. La finalitat del periòdic va ser inicialment proporcionar suport a Izquierda Republicana, després que el partit d'Azaña hagués perdut el control ideològic dels periòdics de la Companyia Editorial Espanyola, El Sol i La Voz (si bé encara trobava certa afinitat a El Liberal i Heraldo de Madrid). Es tractava d'un periòdic matutií. Política va passar a ser òrgan oficial d'IR el 25 de novembre de 1936, ja començada la Guerra Civil, quan va aparèixer en la seva capçalera la llegenda Òrgan d'Izquierda Republicana.
El seu primer director va ser el prestigiós periodista republicà, i amic personal de Azaña, Luis Bello Trompeta, sent substituït, després de la seva mort, per Carlos Esplá Rizo. Quan aquest va ser nomenat sotssecretari del Ministeri d'Obres Públiques, després de la victòria del Front Popular al febrer de 1936, el va substituir Isaac Abeytúa. El novembre de 1936, Bibiano Fernández Ossorio-Tafall es va fer càrrec de la direcció. Encara que no existeixen dades sobre el seu tiratge, Eusebio Gutiérrez Cimorra, redactor fins a octubre de 1936 de l'òrgan del Partit Comunista, Mundo Obrero, calcula que estava en uns 10.000 exemplars abans de la Guerra Civil.
Política tenia els seus tallers en el carrer Major, 6. Després del començament de la Guerra Civil i la confiscació de les instal·lacions d'Editorial Catòlica, editora de Ya i El Debate, Política va passar a fer-se càrrec del material i instal·lacions del segon. El periòdic es va continuar publicant a Madrid fins al final de la guerra (si bé, des de novembre de 1936, reduït a dues pàgines). Amb l'entrada de les tropes franquistes a Madrid, el diari va ser confiscat i va desaparèixer.
A data de 2019, Política és una revista que IR segueix publicant, per a més informació mirar en la seva pàgina web.